# Église de l'Assomption-de-la-Vierge de Schmittviller
Pour les articles homonymes, voir Église de l'Assomption.
L'église de l'Assomption-de-la-Vierge se situe dans la commune française de Schmittviller et le département de la Moselle.

## Histoire
Du point de vue spirituel, le village est succursale de la paroisse de Rahling jusqu'en 1837, tout d'abord dans l'archiprêtré de Bouquenom puis dans celui de Rohrbach-lès-Bitche depuis 1802.

## Édifice
L'église, dédiée à l'Assomption de la Vierge Marie, remplace depuis 1866 une petite chapelle élevée en 1821.
À côté de la statuaire moderne en bois blanc polychrome achetée au cours des siècles chez des fabricants tyroliens, une statue en bois peint et doré de la seconde moitié du XVIIIe siècle proviendrait de l'ancienne chapelle. Cette belle Vierge au visage dessiné en ovale, au cou allongé, au drapé collant et agité est une fois encore une représentation de l'Immaculée Conception, qui se rattache à un groupe de statues, sans doute d'influence sinon d'origine alsacienne.

## Cimetière
Dans le cimetière qui entoure encore l'église, se dresse un calvaire sculpté dans le grès, érigé en 1844 à l'initiative de Johannes Miller, l'ancien maître d'école. C'est lui qui, en 1837 déjà, a fait élever une croix sur la route de Kalhausen, pour commémorer l'arrivée du premier curé de la paroisse. Isolé dans la production locale et précédant d'une vingtaine d'années la mode des croix écotées, il regroupe à la face du fût tous les instruments de la Passion autour de la représentation naïve de l'une des trois chutes du Christ.